# Maria Zacharia
Maria Zacharia, gr. Μαρία Ζαχαρία (ur. 15 grudnia 1976 w Atenach) – grecka działaczka związkowa i polityczka, posłanka do Parlamentu Europejskiego X kadencji.

## Życiorys
Zatrudniona w przedsiębiorstwie żeglugowym. Została działaczką związkową, weszła w skład rady głównej Generalnej Konfederacji Greckich Pracowników. Objęła stanowiska sekretarza generalnego związku zawodowego z Pireusu oraz zrzeszenia pracowników żeglugi i turystyki. Dołączyła do lewicowego ugrupowania Kurs Wolności, została przewodniczącą sekcji pracowniczej partii. W wyborach w 2024 uzyskała mandat deputowanej do Europarlamentu X kadencji.